# Vlăngărești, Olt
Vlăngărești este un sat în comuna Vulturești din județul Olt, Muntenia, România. Locuitorii acestui sat se ocupă , în general, cu creșterea animalelor, cultivarea grâului și a porumbului și legumicultura. În sat există o școală primară și o grădiniță.

## Biserica
Cel mai important obiectiv turistic al localității este Biserica de lemn „Sf. Arhangheli”, care a fost construită în anul 1899.
 Acest articol despre o localitate din județul Olt este deocamdată un ciot. Puteți ajuta Wikipedia prin completarea lui.

Sat de o frumusețe rară cu păduri verzi de foioase, străbătut de râul Cungrea și cu celebrul copac,Tecul de la Ionicesti.